# Stade de Ouesso
Le stade de Ouesso est un stade multisports de 16 000 places assises situé dans la ville d'Ouesso, au nord de la république du Congo.

## Histoire
Inauguré le 15 août 2015 par le président Denis Sassou-Nguesso, à l'occasion de la célébration de la 53e anniversaire de l'indépendance, il est le troisième stade du pays, après le stade olympique de Brazzaville et le stade Alphonse-Massamba-Débat,.